# Banda Singh Bahadur

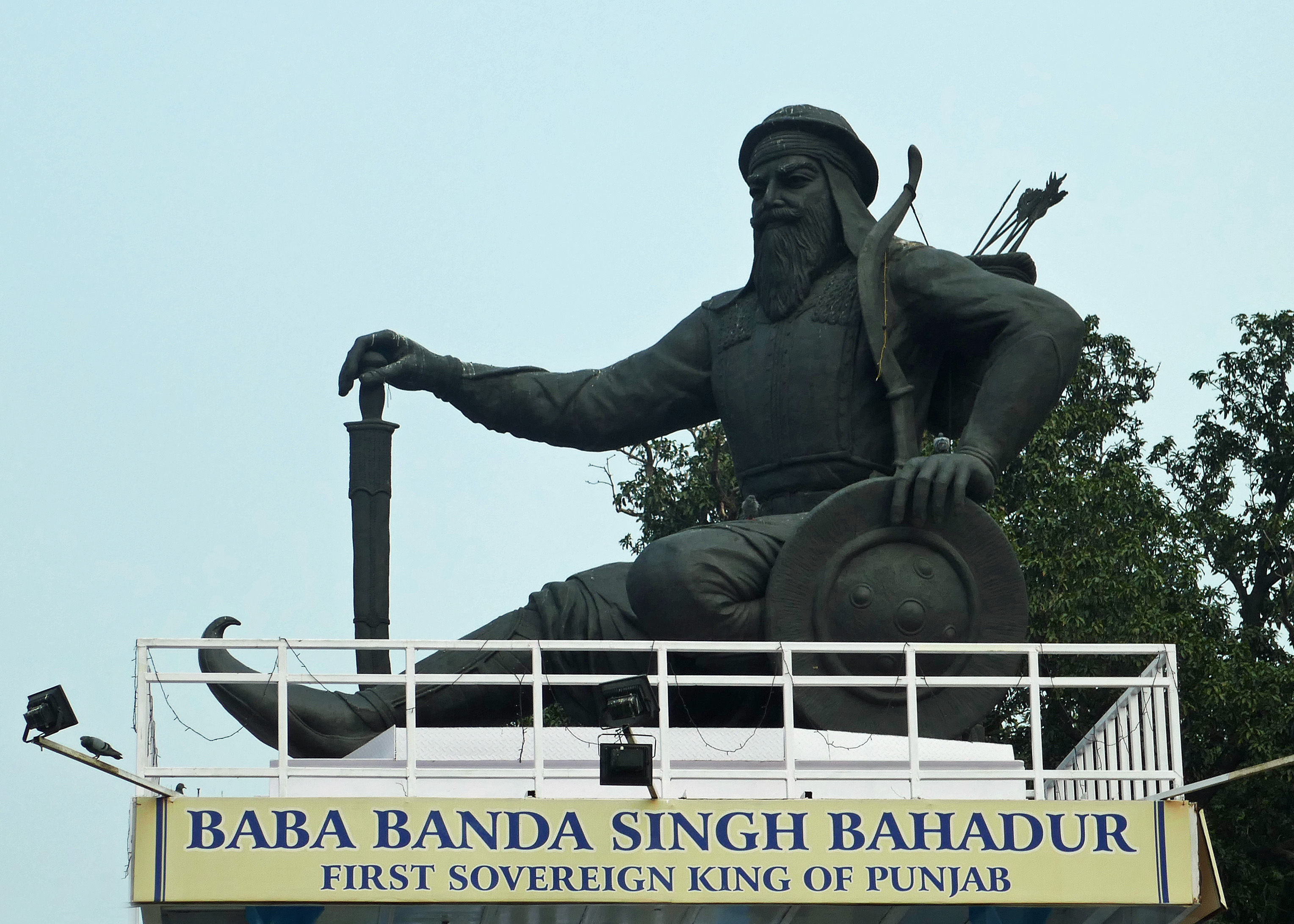
Statue à Delhi.

Banda Singh Bahadur, (pendjabi : ਬੰਦਾ ਸਿੰਘ ਬਹਾਦਰ), de son nom de naissance Lacchman Dev est né en 1670 à Rajauri dans l'État du Cachemire, mort en 1716. Il a été un chef sikh dans la continuité de Guru Gobind Singh ; il a aussi connu le martyre. Il est devenu ascète dès l'âge de 15 ans par volonté de pénitence, bien qu'il soit né rajput, une caste de guerrier. Il a suivi alors des maîtres yogis. Il a ensuite construit un monastère (un math), à Nandev sur la berge de la rivière Godavari. Guru Gobind Singh qui voulait visiter un ermite, vint le voir, et Lachhman Dev tomba à ses pieds en voulant devenir son serviteur. Le Guru l'emmena avec lui, le fit rentrer dans l'ordre du Khalsa, et lui donna le nom de Bandha Singh. Celui-ci prit alors les armes contre l'envahisseur moghol. Il gagna plusieurs victoires importantes, ce qui lui conféra un territoire à administrer. Il donna alors des droits de propriété au peuple et traita les hindous comme les musulmans avec respect ce qui amena des conversions au sikhisme. 
Banda Bahadur a  été capturé le 7 décembre 1715, et a été emmené à Delhi où avec six cents hommes de son armée il a subi l'exécution plutôt que de se convertir à l'islam.
Sa bravoure a permis à l'ordre chevaleresque du Khalsa de prendre un essor certain. Ses combats qui ont fédéré des territoires ont aussi quelques décennies plus tard, ouvert la porte à l'établissement de l'empire sikh dirigé par Ranjit Singh.